# Носовська (Федорогорське сільське поселення)
Носовська (рос. Носовская) — присілок в Шенкурському районі Архангельської області Російської Федерації.
Населення становить 3 особи. Входить до складу муніципального утворення Федорогорське муніципальне утворення.

## Історія
Від 1937 року належить до Архангельської області.
Від 2004 року належить до муніципального утворення Федорогорське муніципальне утворення.

## Населення
1. Н/Д[2]